# Cathédrale de la Sainte-Trinité (Roussé)
Pour les articles homonymes, voir Cathédrale de la Sainte-Trinité.
La cathédrale de la Sainte-Trinité (en bulgare cyrillique : Света Троица) est une église orthodoxe bulgare située à Roussé, en Bulgarie.

## Histoire
Dans la partie sud-ouest de l'actuelle cathédrale ont été trouvées des vestiges de constructions antérieures dont la nature (catacombes ou église médiévale) et l'histoire ne sont pas connus.
La construction de l'actuelle église-cathédrale a été achevée en 1632.

## Galerie

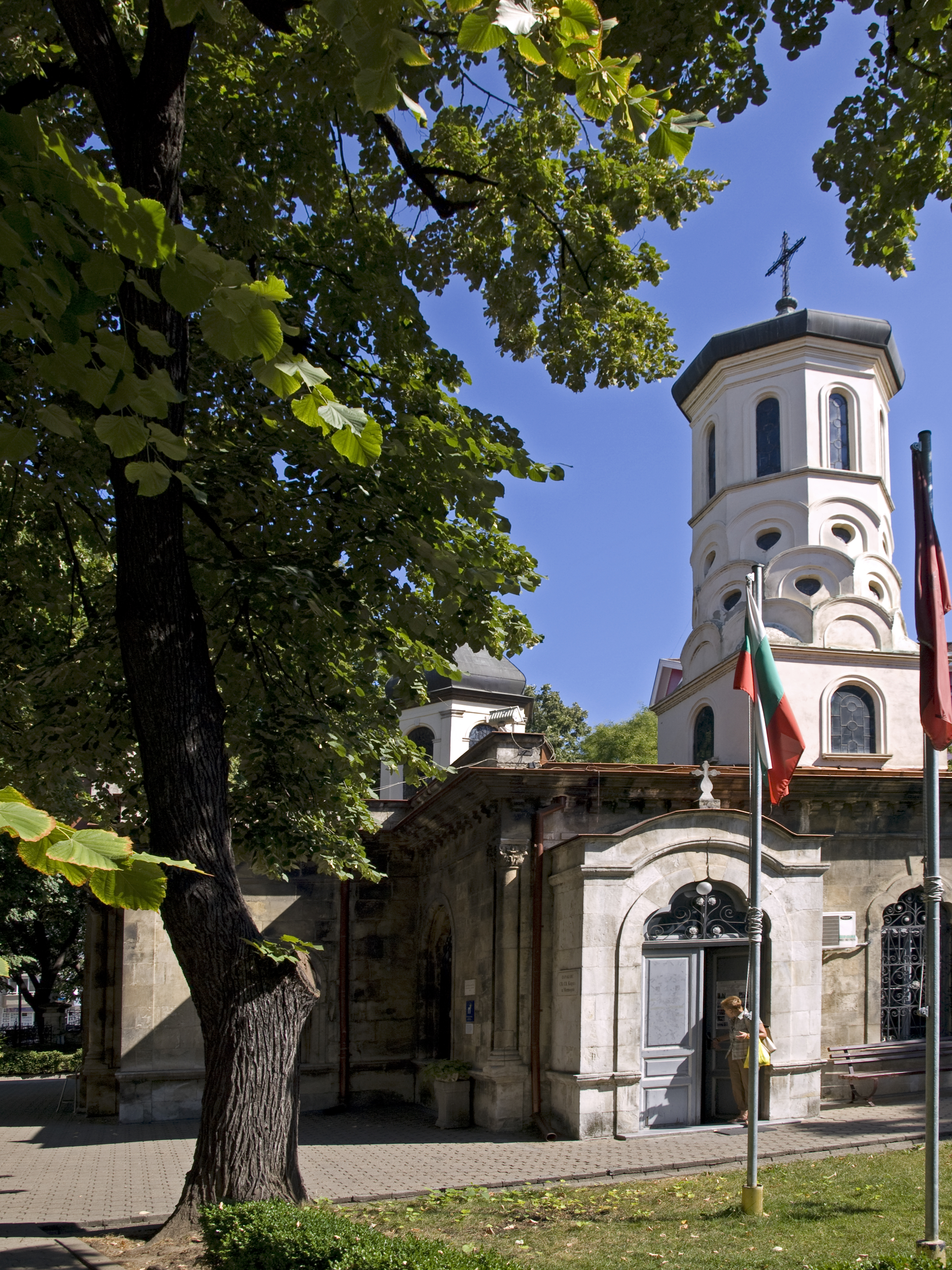
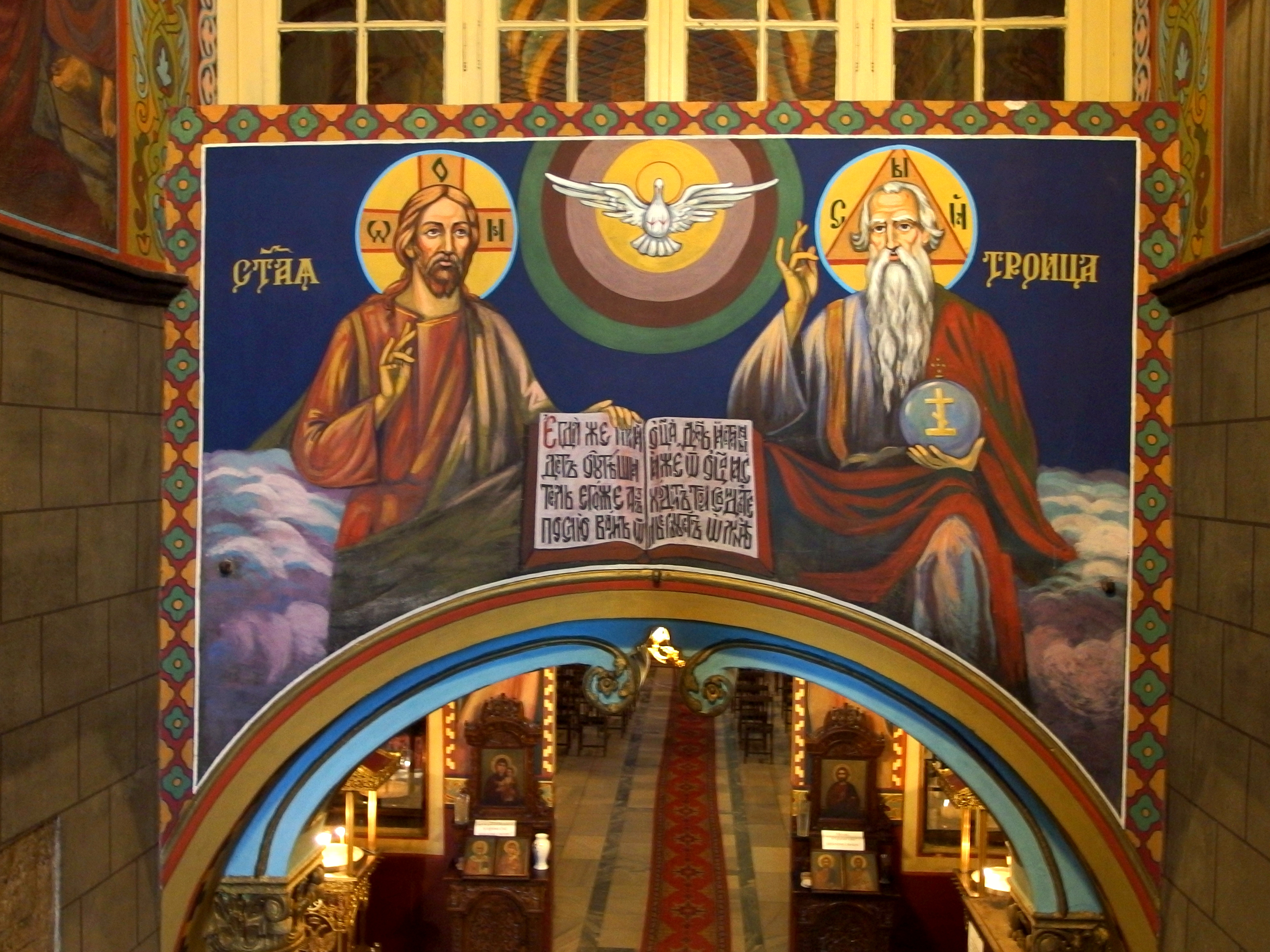
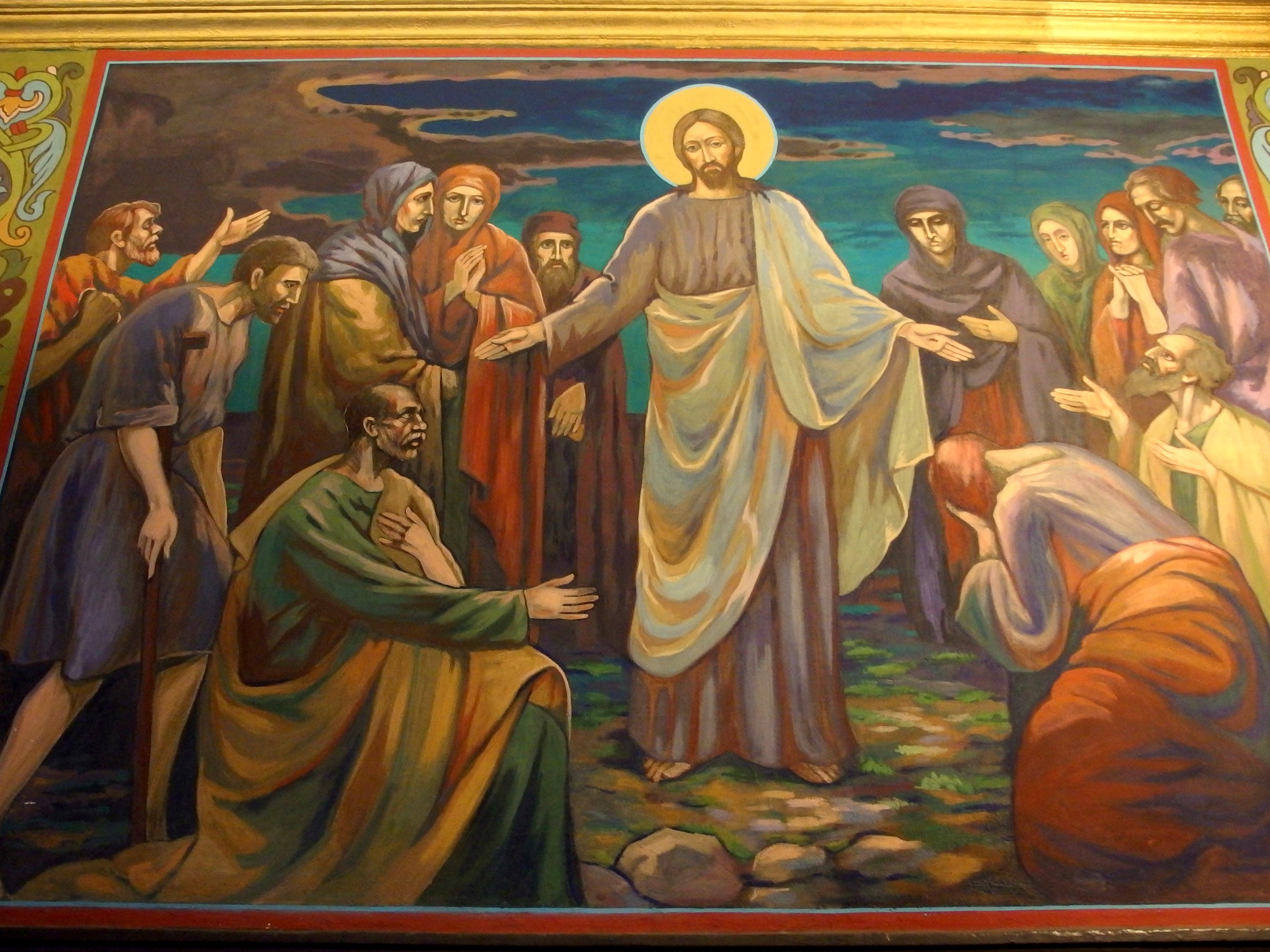
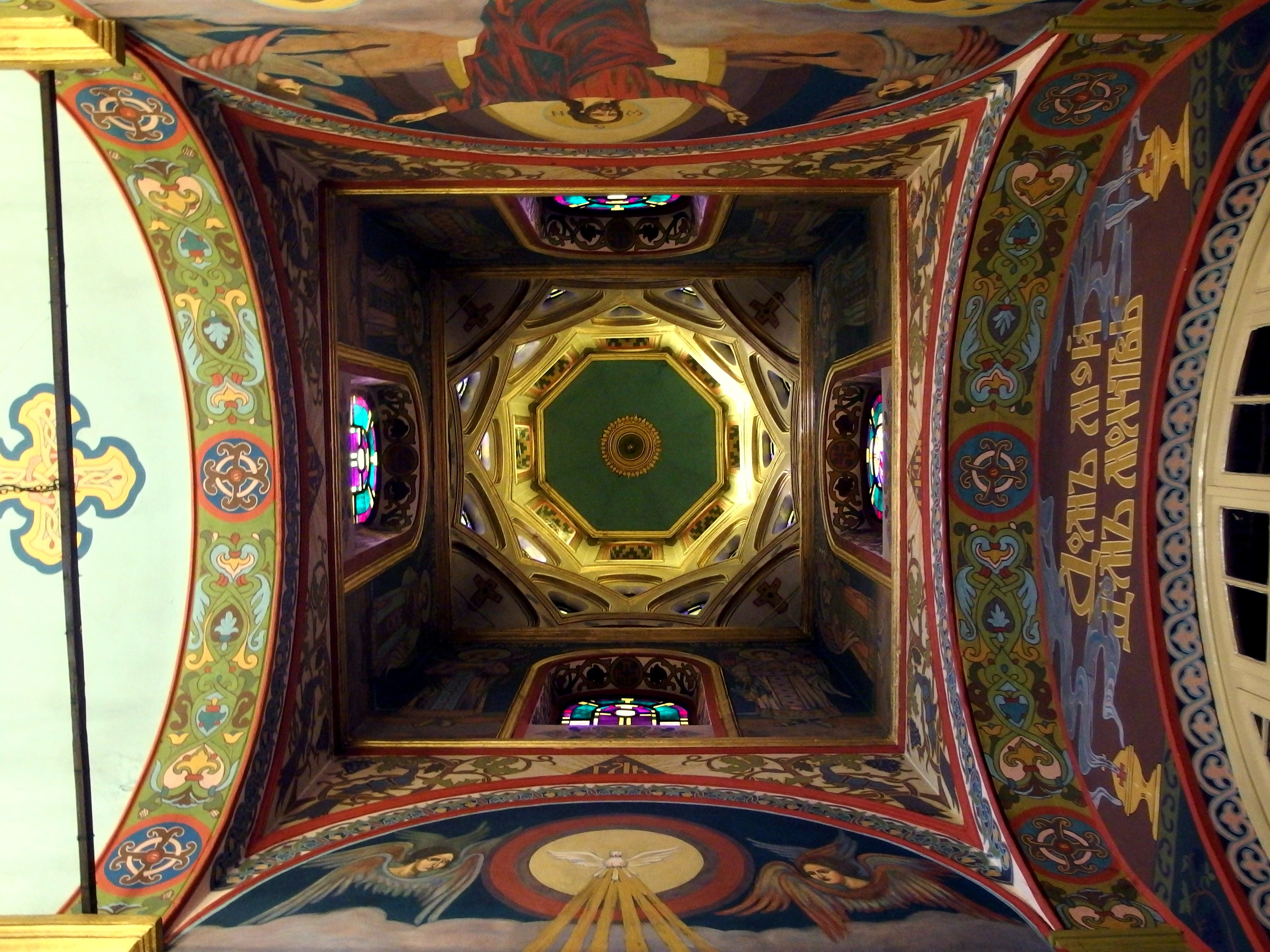
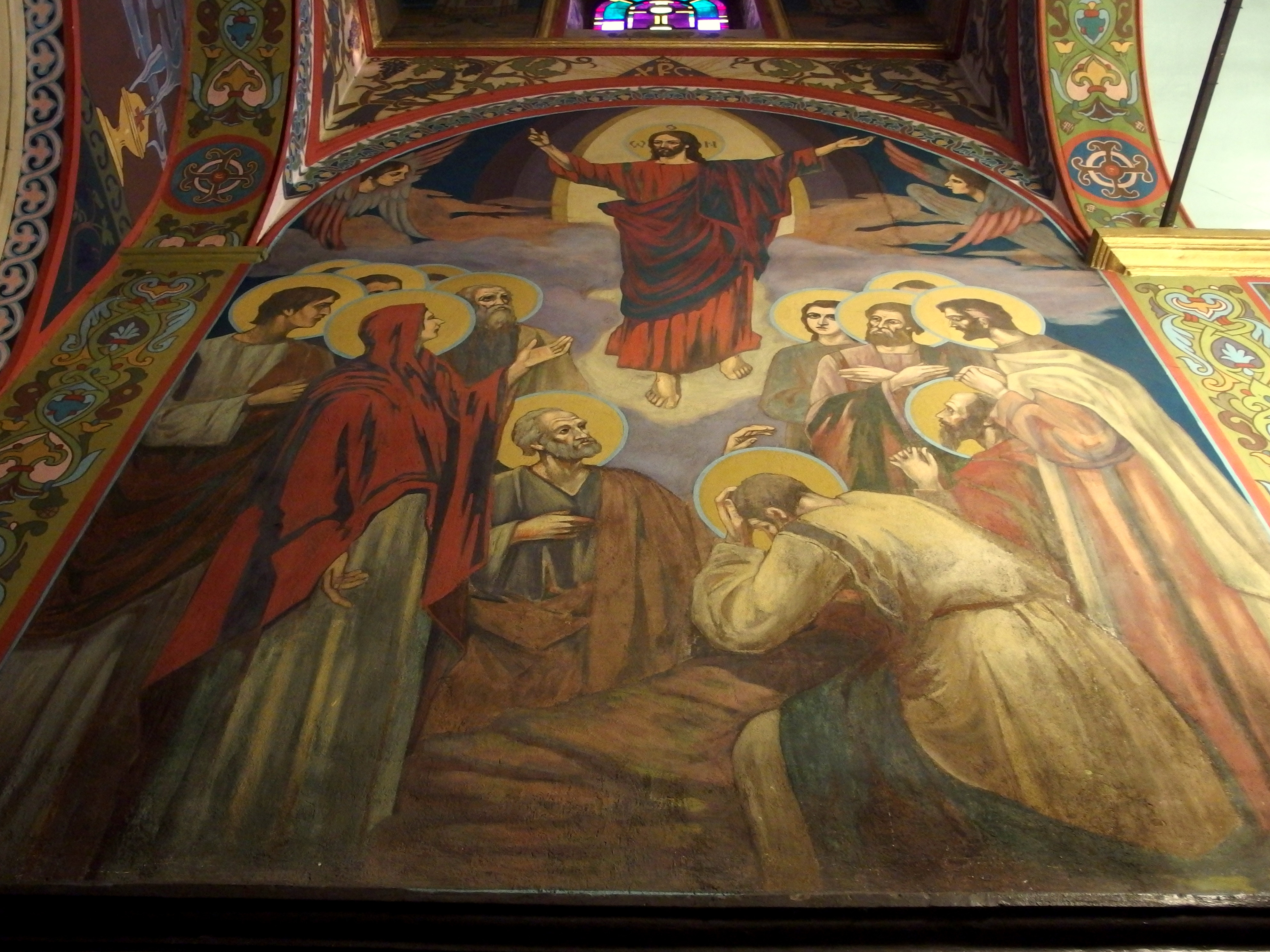
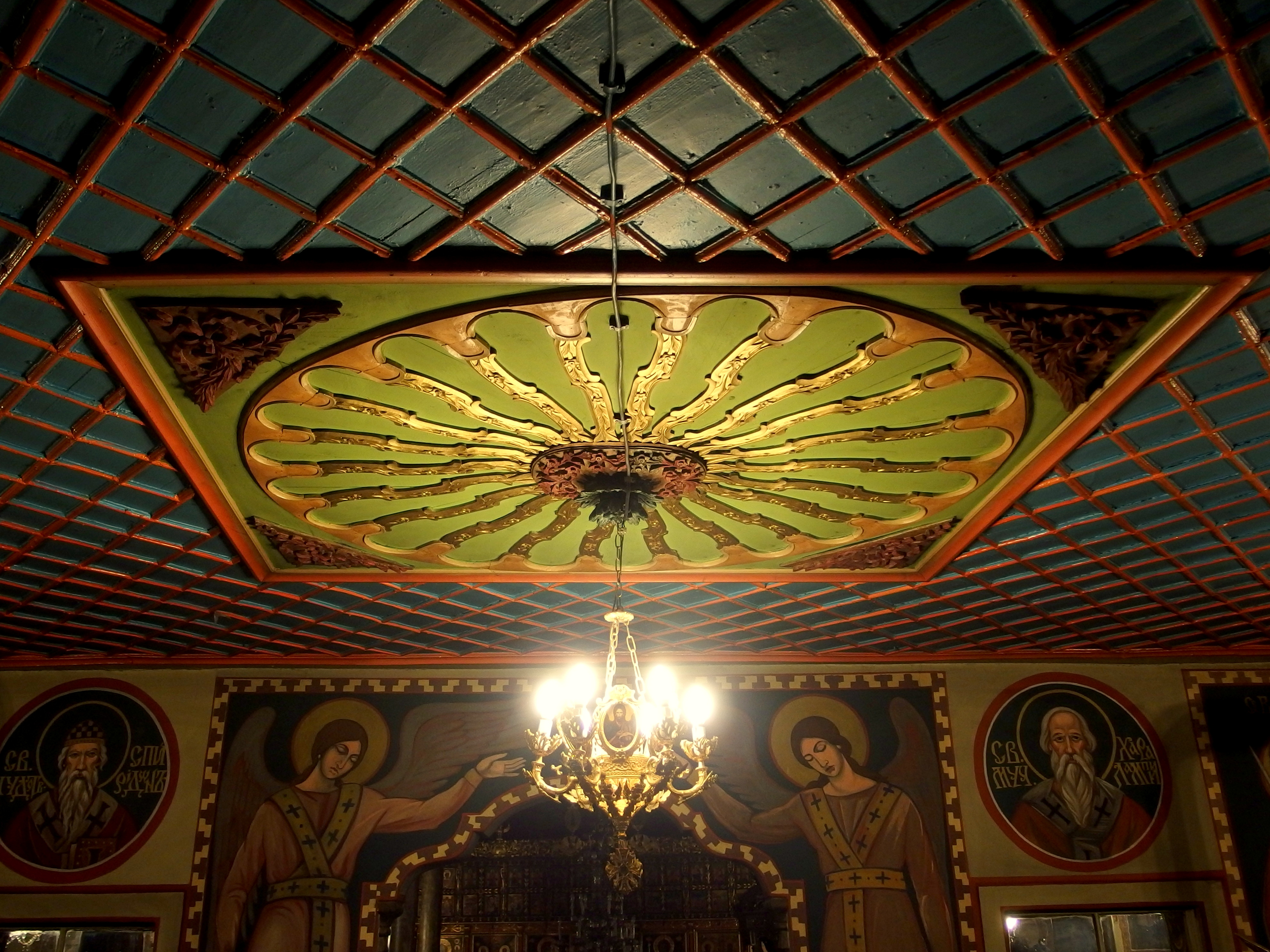
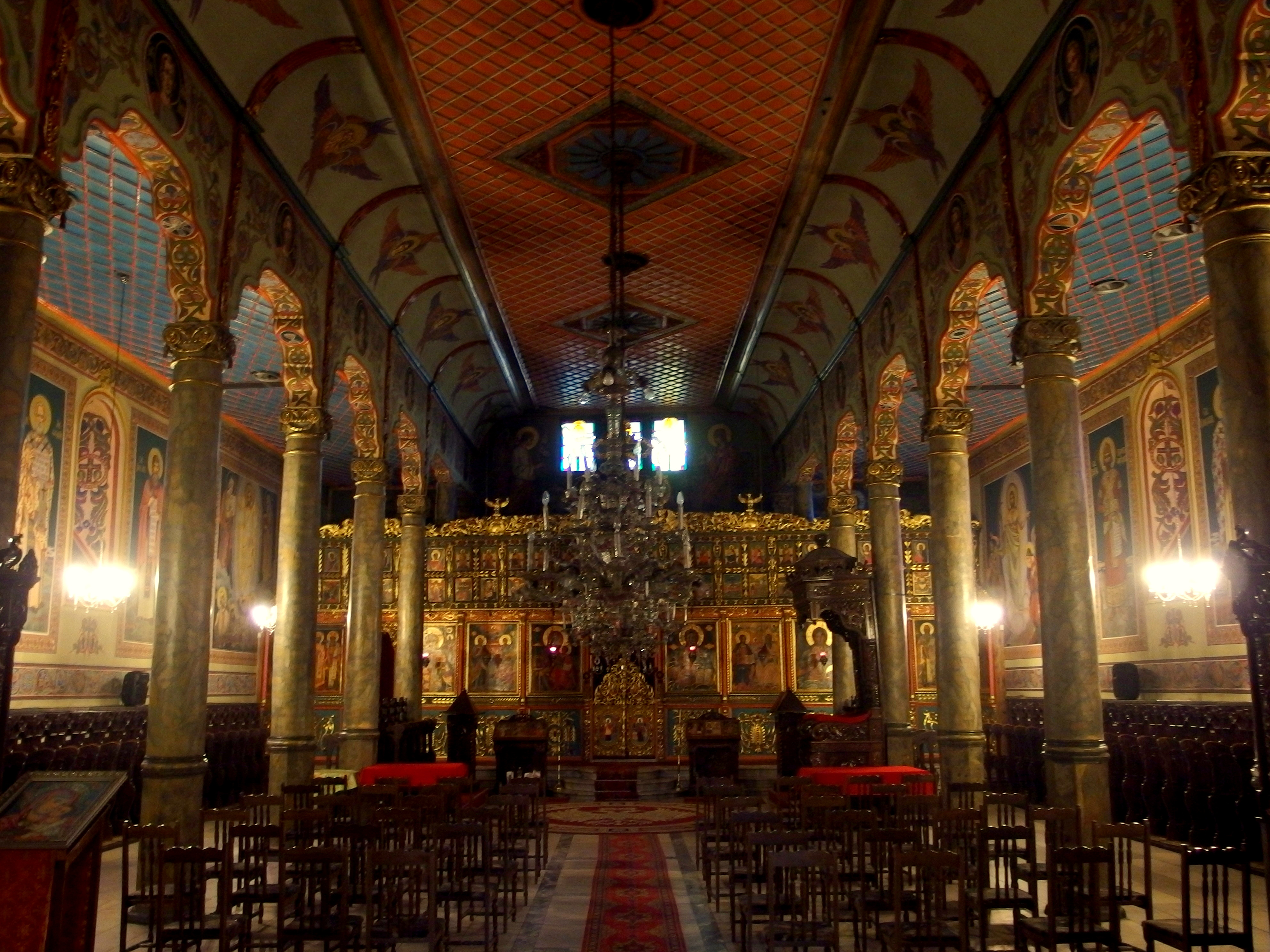
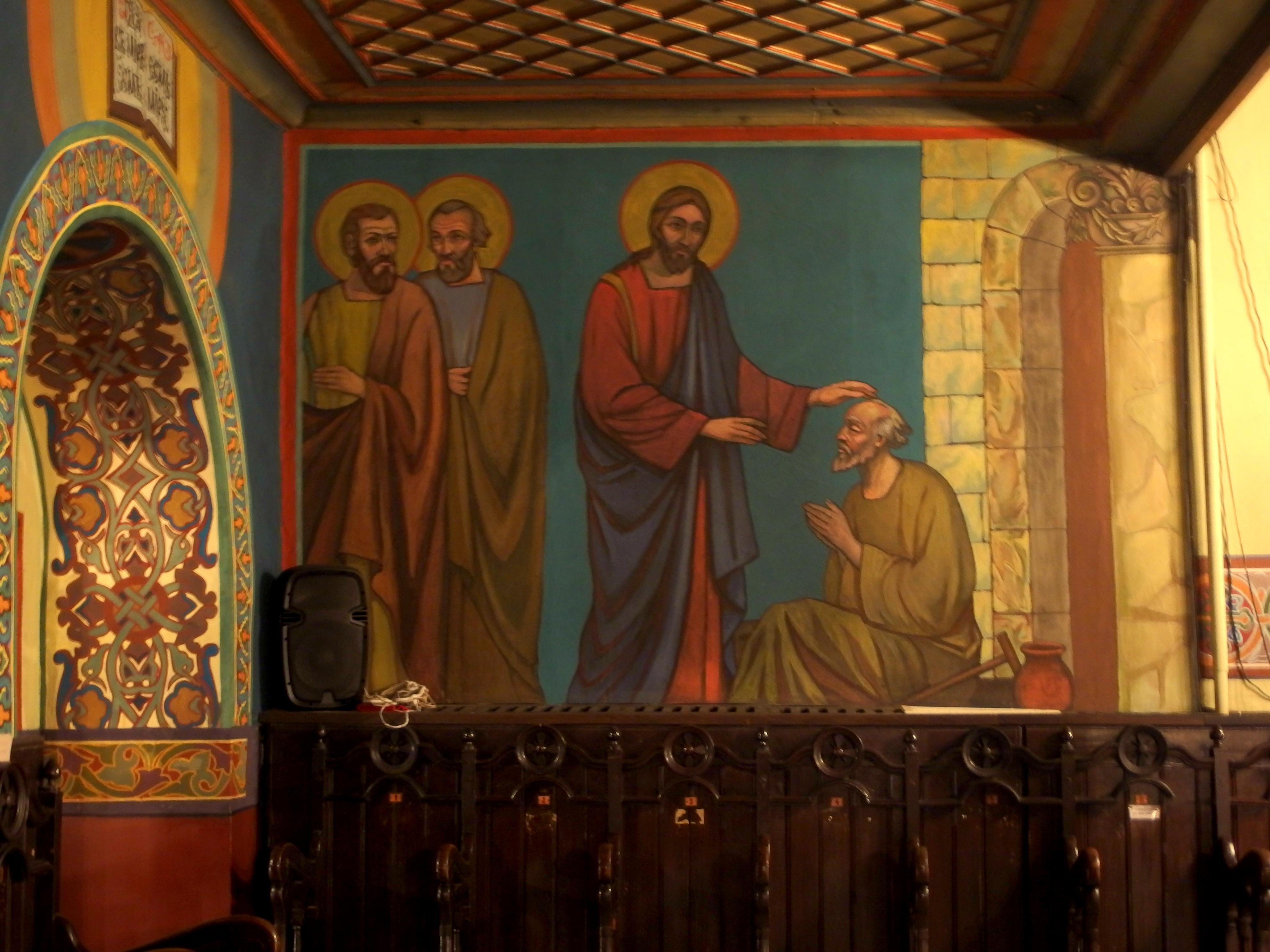
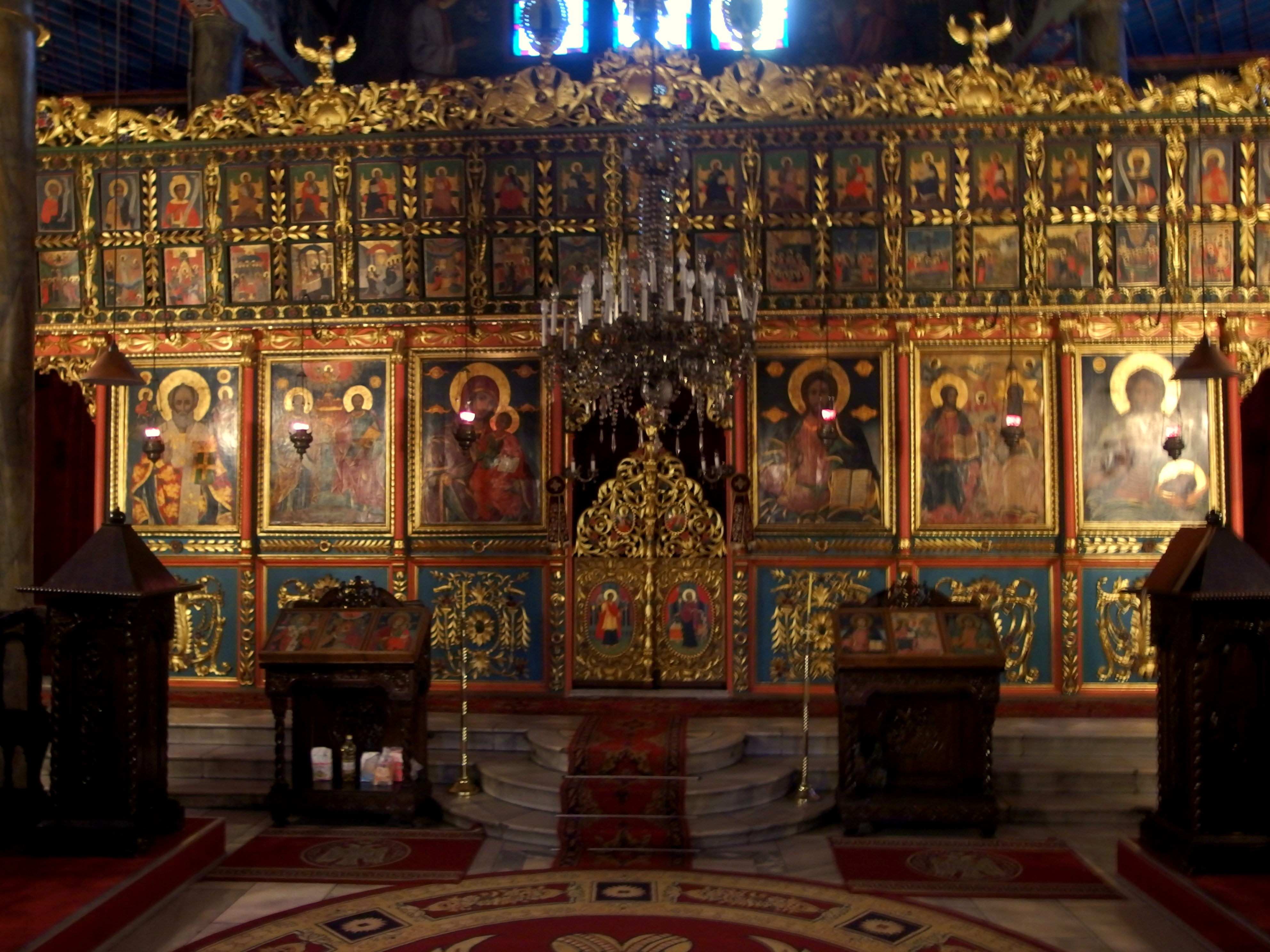
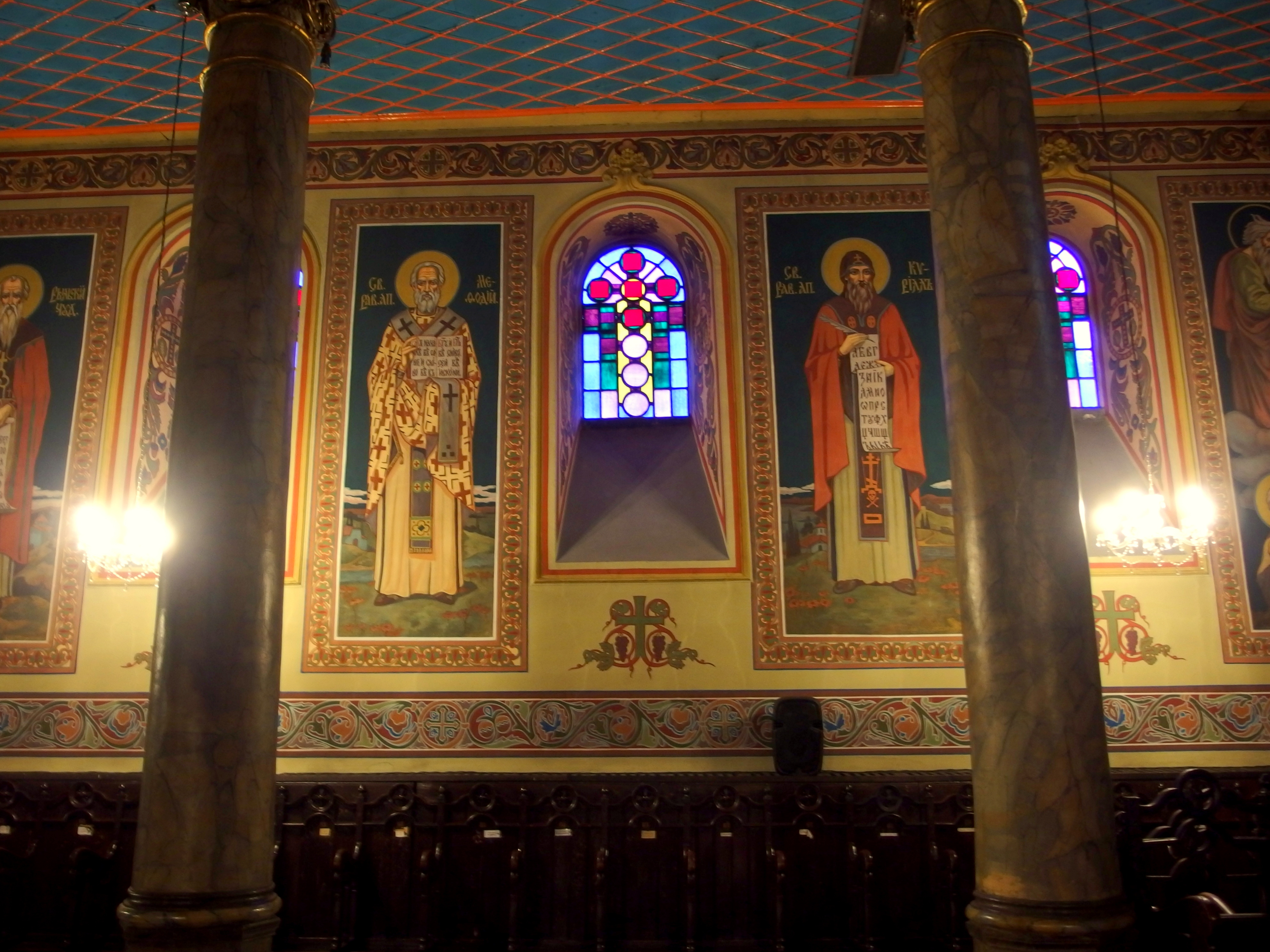
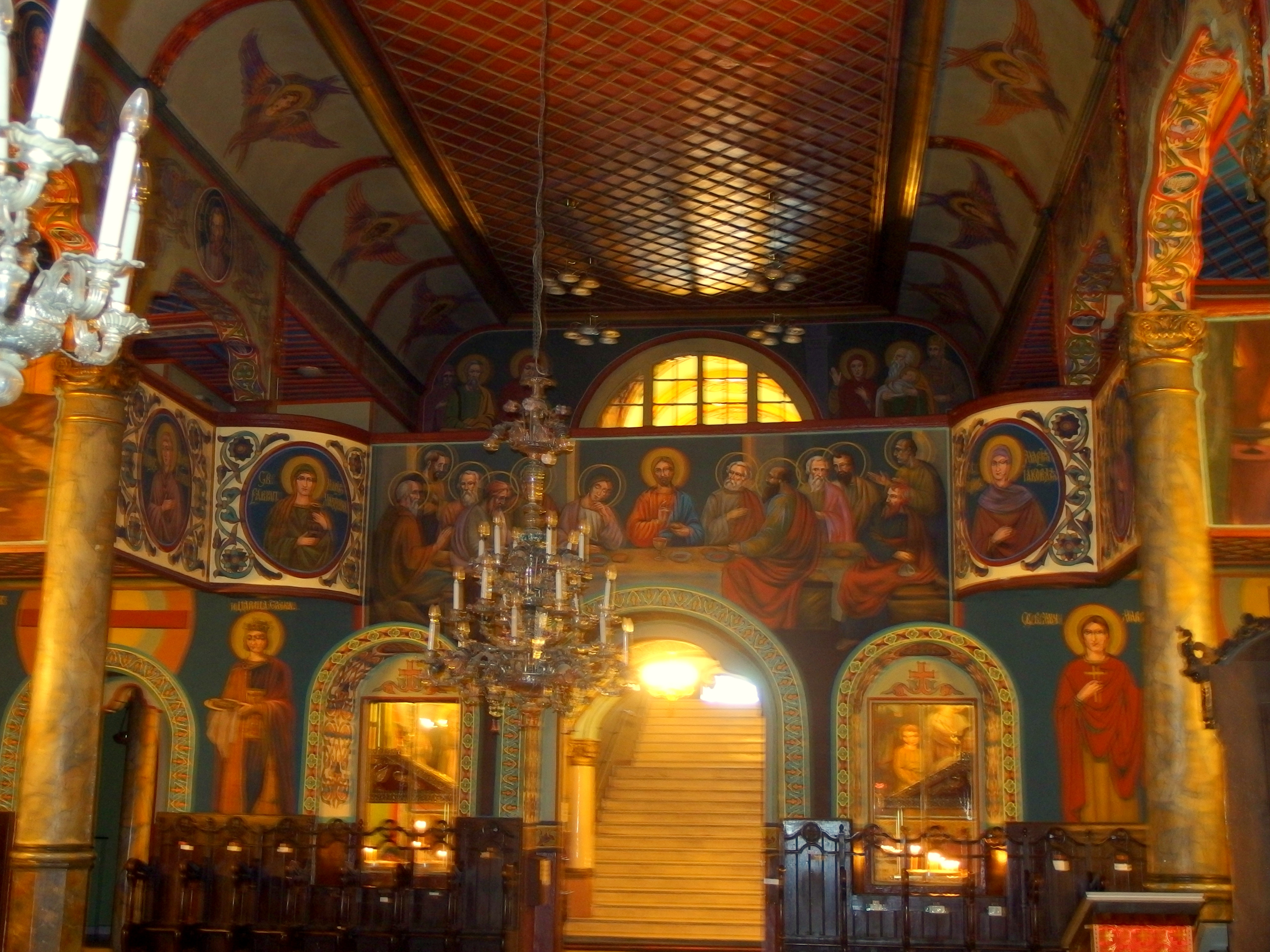
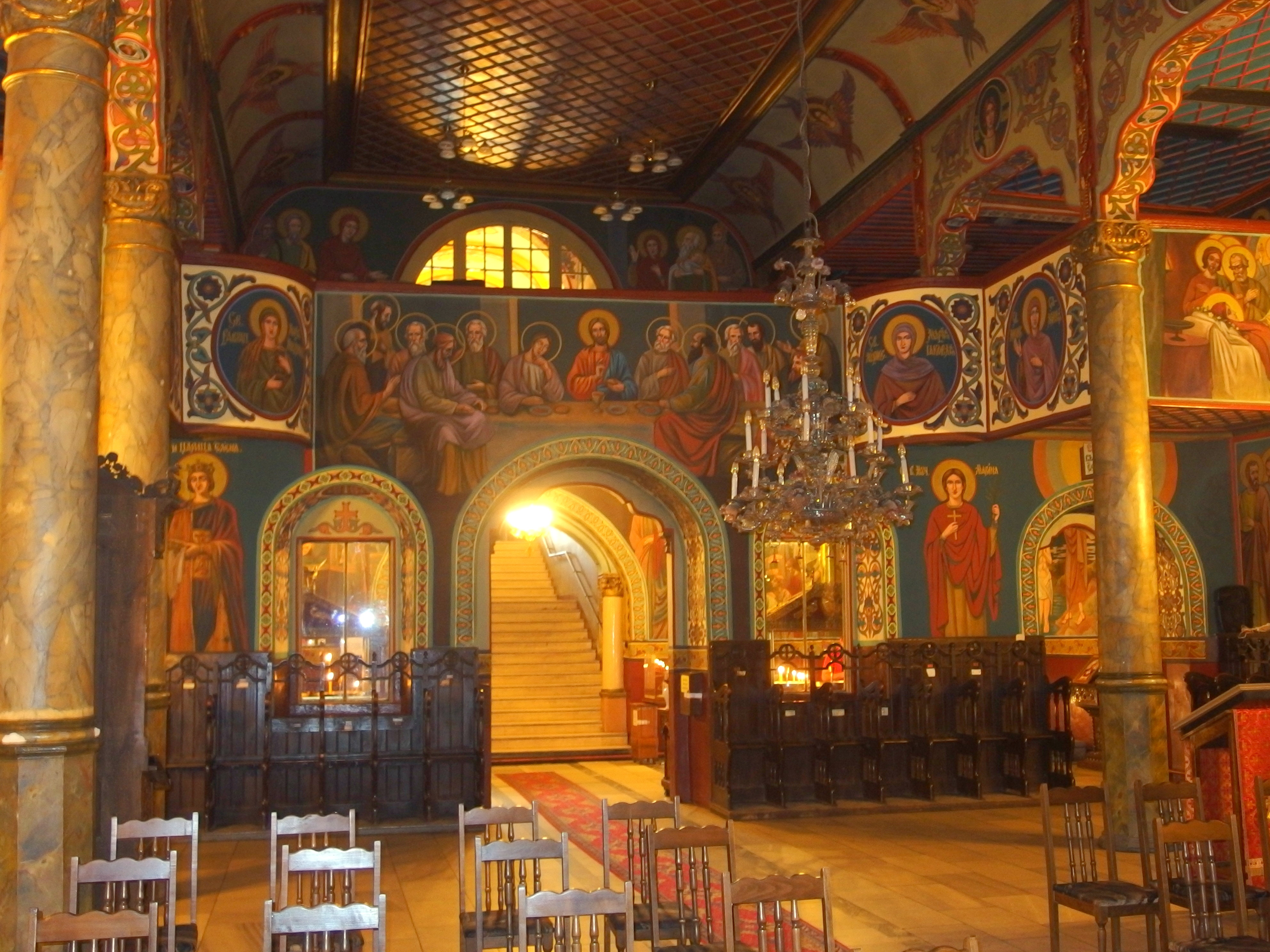